# جون أوياما
جون أوياما (باليابانية: 青山 隼) (3 يناير 1988 في سنداي في اليابان – )؛ هو لاعب كرة قدم ياباني سابق كان يلعب كلاعب وسط.

## وصلات خارجية
- جون أوياما على موقع الاتحاد الدولي (مؤرشف)  (الإنجليزية)
- جون أوياما على موقع رابطة كرة القدم اليابانية للمحترفين (اليابانية)
- جون أوياما على موقع قاعدة بيانات كرة القدم.إي يو (الإنجليزية)
- جون أوياما على موقع Soccerway.com (الإنجليزية)
- جون أوياما على موقع عالم كرة القدم.نت (الإنجليزية)
- جون أوياما على موقع كووورة